# Bivouac Peak
Der Bivouac Peak ist ein Berg im Grand-Teton-Nationalpark im Westen des US-Bundesstaates Wyoming. Er hat eine Höhe von 3298 m und ist Teil der Teton Range in den Rocky Mountains. Er liegt direkt östlich der Moran Bay am Jackson Lake und erhebt sich mehr als 1200 m über den See. Der Mount Moran liegt einige Kilometer südlich, der Traverse Peak östlich. Der Bivouac Peak ist von zwei tiefen Schluchten umgeben, dem Moran Canyon im Süden und dem Snowshoe Canyon im Norden.

## Belege
1. ↑  Peakbagger: Bivouac Peak. Abgerufen am 30. Januar 2021.
2. ↑  Geonames: Bivouac Peak. Abgerufen am 30. Januar 2021.